# ماجراهای چیپولینو
ماجراهای چیپولینو نام کتابی است از نویسندهٔ ایتالیایی جانی روداری که برای کودکان نگاشته شده‌است. این کتاب در ابتدا در ۱۹۵۱ با عنوان Il romanzo di Cipollino (داستان چیپولینو) منتشر شد و در ۱۹۵۷ به Le avventure di Cipollino (ماجراهای چیپولینو) تغییر نام یافت.

## خلاصه داستان
ماجراهای چیولینو در سرزمینی اتفاق می‌افتد که همه مردم سبزی و میوه هستند. چیپولینو یک پیاز است و برای نجات دادن پدر پیرش چیپولینه از زندان شاهزاده لیمو {فرمانروای سرزمین} با خیلی‌ها دوست و با خیلی‌ها دشمن می‌شود و به‌طور کلی، ماجراهای جالبی را به وجود می‌آورد…

### اطلاعات کتاب به زبان فارسی
نویسنده:جانی روداری

مترجم:آبتین گلکار

ناشر در ایران:چشمه

شابک:ISBN 978-964-362-757-7